# Pryskyřník mnohokvětý
Pryskyřník mnohokvětý (Ranunculus polyanthemos) je druh rostliny z čeledi pryskyřníkovité (Ranunculaceae).

## Popis
Jedná se o vytrvalou rostlinu dorůstající nejčastěji výšky 20–80 cm, s krátkým oddenkem, výběžky chybí. Lodyha je hlavně v dolní polovině odstále chlupatá, v horní polovině pak přitiskle chlupatá, vzpřímená. Listy jsou střídavé, přízemní jsou dlouze řapíkaté, lodyžní jsou s kratšími řapíky až přisedlé. Čepele přízemních listů jsou zpravidla pětidílné, úkrojky jsou úzké až čárkovité, vpředu hluboce zubaté. Lodyžní listy jsou podobné přízemním, všechny listy jsou oboustranně chlupaté, zřídka lysé. Květy jsou zlatožluté, květní stopky jsou zřetelně podélně brázdité, nikoliv na průřezu oblé. Kališních lístků je 5, jsou eliptické až úzce vejčité, vně chlupaté. Korunní lístky jsou zlatožluté, vejčité, nejčastěji 8–10 mm dlouhé. Kvete v květnu až v červenci. Plodem je nažka, která je asi 3,5–4 mm dlouhá, hladká a lesklá, na vrcholu zakončená krátkým zobánkem, který je hákovitě zakřivený, ale nikoliv až do kruhu stočený. Nažky jsou uspořádány do souplodí. Počet chromozómů je 2n=16.

## Rozšíření
Pryskyřník mnohokvětý roste v jižní části severní Evropy, ve střední až jihovýchodní Evropě, na Kavkaze a na východ sahá až k jezeru Bajkal.
V České republice je to celkem běžný druh. Je spíše teplomilnější, proto je hojný hlavně v teplejších oblastech Čech i Moravy od nížin po pahorkatiny, řidčeji do podhůří. V chladnějších regionech je vzácnější nebo chybí. Nejčastěji se vyskytuje ve světlých lesích, lesních lemech a přechází i do luk svazů Arrhenatherion a Bromion.

## Galerie

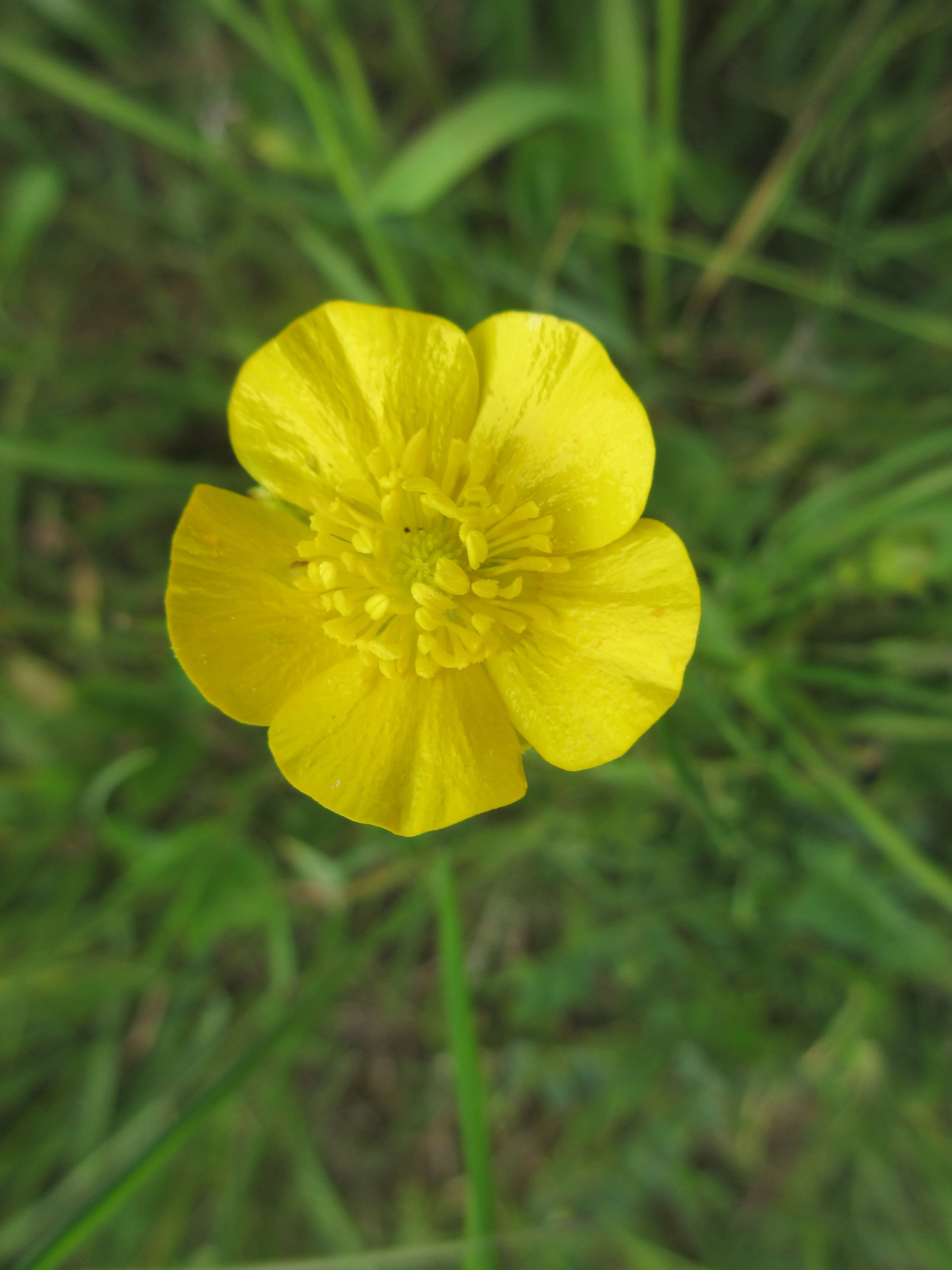
Detail květu
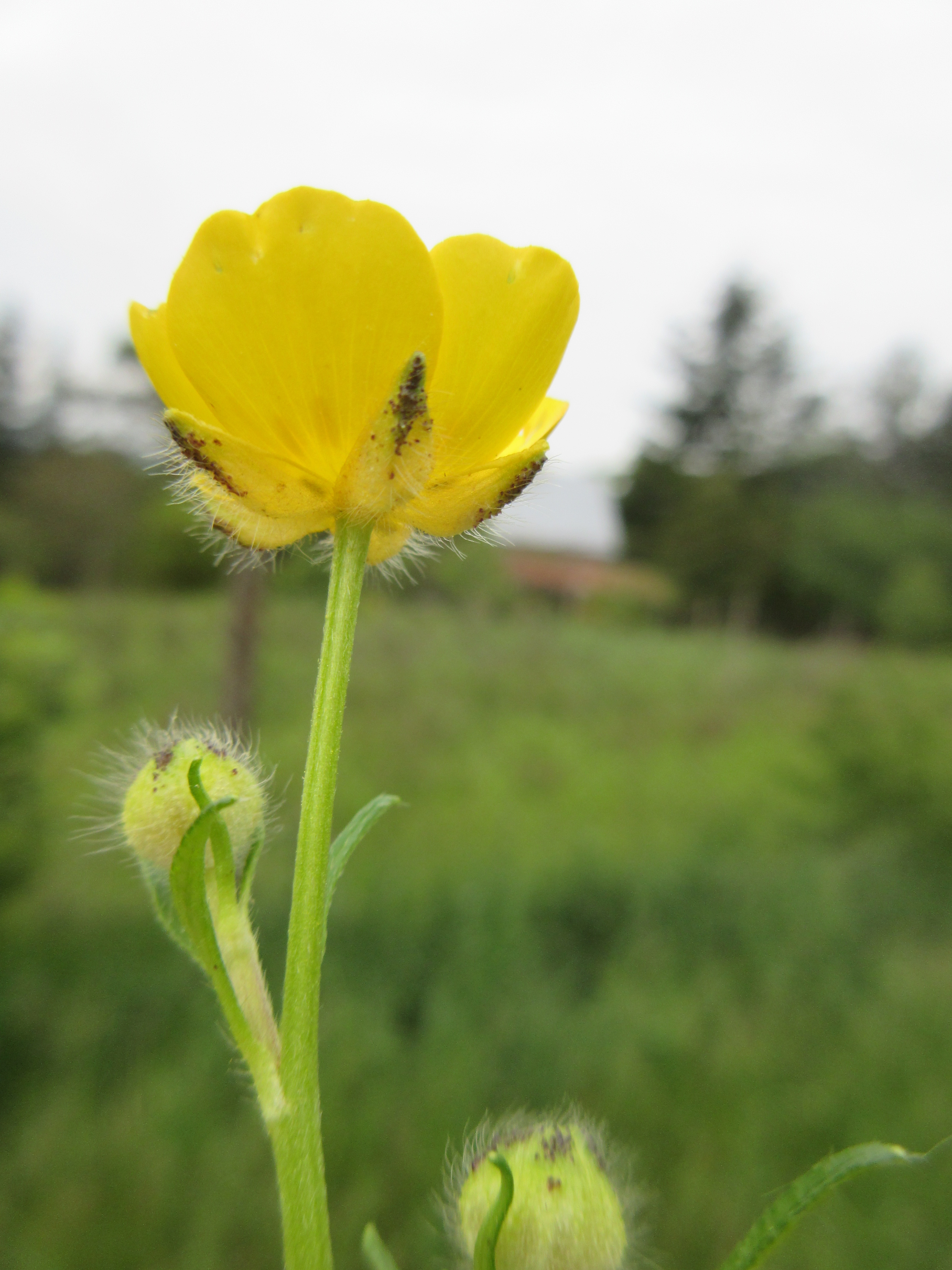
Detail květu zespodu
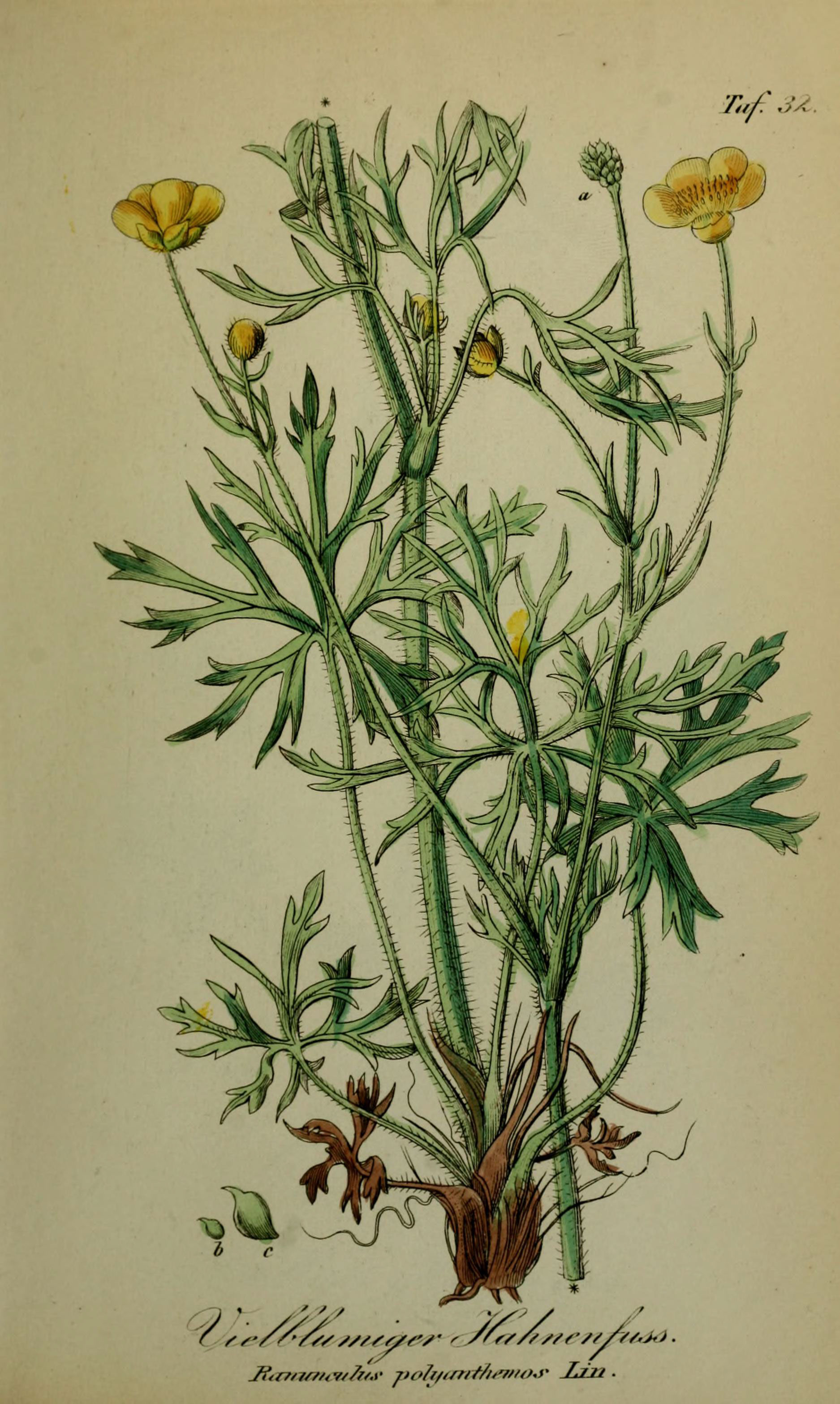
Ilustrace